# Wasser-DE
Wasser-DE ist der zentrale Informationsknoten der Wasserwirtschaft Deutschland und besteht seit 2019 als Kooperationsprodukt der Bund/Länder-Arbeitsgemeinschaft Wasser (LAWA) mit den Wasserwirtschaftsverwaltungen in Deutschland. Das Portal zeigt der interessierten Öffentlichkeit gebündelt Informationen und Produkte (Wasser-Maps, -Apps und -Daten) der verschiedenen Verwaltungsebenen zur Umsetzung der wasserbezogenen EU-Richtlinien. Dadurch bietet die Anwendung einen einfach zu nutzenden Zugang zu den online verfügbaren Informationen der Wasserwirtschaftsverwaltungen.

## Aufgaben
Die Bundesanstalt für Gewässerkunde (BfG) entwickelt und betreibt Wasser-DE in Abstimmung mit den Wasserwirtschaftsverwaltungen des Bundes und der Länder. Aktuell werden folgende Richtlinien präsentiert:
- Richtlinie 2000/60/EG (Wasserrahmenrichtlinie)
- Richtlinie 2007/60/EG (Hochwasserrisikomanagement-Richtlinie)
- Richtlinie 2008/56/EG (Meeresstrategie-Rahmenrichtlinie)
- Richtlinie 2006/7/EG (Badegewässerrichtlinie)
- Richtlinie (EU) 2020/2184 (Trinkwasserrichtlinie)

Weitere wasserbezogene Richtlinien folgen.

## Inhalte und Funktionen
Das Portal Wasser-DE ist frei zugänglich und wird schrittweise ausgebaut. Technisch handelt es sich bei Wasser-DE um eine zentrale Sammlung von Weblinks vorhandener Informationsquellen im Internet, die dezentral gepflegt werden. Ein besonderes Merkmal ist die standardisierte Beschreibung (Metadaten) der Informationsquellen. Diese Metadaten ermöglichen die Recherche über den Datenbestand. Kernelemente bzw. ‑filter der Recherche sind die Differenzierung der Informationen nach EU-Richtlinien und Produktkategorien.
Die wesentlichen Produkte sind:
- Rechtsgrundlagen
- Umsetzung EU-Richtlinien
- EU-Richtlinienprodukte, darunter z. B. Bewirtschaftungspläne (WRRL) und Managementpläne (HWRM-RL)
- Hintergrunddokumente
- Weitere Internetangebote

Die erfahrungsgemäß häufigsten Suchkriterien sind in vier thematischen Rubriken übersichtlich dargestellt: Rechtsgrundlagen, Umsetzung der EU-Richtlinien, weitere Internetangebote und Geodateninfrastruktur Wasser. Über das „Nationale Berichtsportal WasserBLIcK“ entstehen umfangreiche, bundesweit standardisierte Geodatenbestände im Kontext der EU-Richtlinien. Die Rubrik „Geodateninfrastruktur Wasser“ in Wasser-DE ist dabei ein weiteres Feature, das einen schnellen Zugang zu Datenquellen, Kartenanwendungen, Web-Diensten und INSPIRE-Diensten der Kooperationspartner aus Bund und Ländern ermöglicht. Der überwiegende Teil dieser Daten wird von den zuständigen Behörden der Länder für die freie Nutzung über die Geodateninfrastruktur Wasser bereitgestellt.
Ein Klick auf einen Filter der vier thematischen Rubriken oder der direkte Klick auf die Recherche öffnet den Recherche-Client mit einer Trefferliste an Informationsangeboten bzw. ein Filter-Menü mit einer frei wählbaren Kombination der Filterkriterien. Neben den oben genannten Produktkategorien beziehen sich die weiteren Filteroptionen auf die Richtlinie, die Zuständigkeit, das Fluss- und Meeresgebiet sowie den Richtlinienzyklus und die Lizenz. Zu den Suchfunktionen zählen die Volltextsuche, eine dynamische Timeline sowie eine räumliche Suchfunktion, die die interaktive Nutzung der Rechercheseite in Wasser-DE erlauben.
Der Nutzen der Öffentlichkeit in Wasser-DE ergibt sich aus mehreren Aspekten. Durch die einheitliche Sammlung von Metadaten wird der schnelle Zugang zu richtlinienbezogenen Daten und Produkten ermöglicht und Redundanzen werden vermieden. Die Funktionalität und Aktualität eines Produkts wird permanent sichergestellt und ein längeres Recherchieren im Internet kann entfallen. Die Produkte können nachgenutzt und der Verwaltungsaufwand reduziert werden. Insgesamt wird das umfangreiche Thema der wasserbezogenen Richtlinien leicht verständlich dargestellt. Das Zusammenspiel zwischen Wasser-DE und den Wasserwirtschaftsverwaltungen stellt zudem eine Knotenrolle im Gefüge und in der Portallandschaft der deutschen Geodateninfrastruktur dar.

## Sonstiges
Wasser-DE gewann 2018 den eGovernment-Wettbewerb. Das Portal wurde in der Kategorie „Bestes Kooperationsprojekt 2018“ mit dem ersten Platz und die LAWA als Preisträger ausgezeichnet. Der eGovernment-Wettbewerb wird von Cisco und BearingPoint ausgerichtet.
Wasser-DE wird darüber hinaus im Rahmen des neuen Umwelt- und Naturschutzportals des Umweltbundesamtes umwelt.info aufgrund der Funktion der Bündelung von Fachinformationen als „Best Practice“ Beispiel aufgeführt.